# Кофемолка
Кофемолка — ручное устройство или электроприбор для измельчения кофейных зёрен.
Основное преимущество использования кофемолки — это возможность получения свежеразмолотого продукта прямо перед завариванием напитка, что способствует сохранению высоких вкусовых качеств и аромата. Устройство кофемолки сохранило свою конструкцию практически неизменной с момента первого появления в начале XVI века в Испании (по другим данным в Сирии). Цилиндрическая форма современных ручных кофемолок пришла из стран Востока. В настоящее время на рынке предлагается широкий спектр электрических кофемолок, которые могут совмещаться с кофеварками и другими устройствами.

## Виды кофемолок
В XII—XIII веке появились простейшие жернова для помола кофе. Предположительно, в середине XVII века стали использоваться турецкие ручные кофемолки, ставшие основой для создания настольных европейских ручных кофемолок.

#### Жерновая
Жернова изготавливают из металла и керамики.

##### Ручная
Обычная ручная кофемолка состоит из двух конических жерновов, расстояние между которыми может изменяться при помощи специального винта. Чем сильнее закручен этот винт, тем меньше расстояние между жерновами и тем тоньше помол. Зёрна попадают в воронку между двумя жерновами, один из которых жёстко закреплен, а другой вращается при помощи ручки.
Турецкие кофемолки появились в середине XVII века. По форме они в виде цилиндра, который удобно держать в руке. Складная ручка в классических турецких кофемолках убирается внутрь корпуса кофемолки. Помимо своей основной функции, она выполняет функцию гаечного ключа, с помощью которого удобно управляться с винтом регулировки помола и разбирать кофемолку для чистки.
Европейские (французские и британские) настольные ручные кофемолки, появившиеся несколько позже турецких и основанные на их конструкции, обычно имеют форму куба с небольшим выдвигающимся ящичком, куда ссыпается молотый кофе после его выхода из жерновов. Европейская кофемолка неудобна тем, что её неподвижную часть — деревянный короб — неудобно фиксировать одной свободной рукой. Таким образом, если на европейской кофемолке настроить тонкий помол, молоть кофе станет крайне неудобно — плохо зафиксированный короб из-за большого усилия будет ползать по столу. Поэтому такие кофемолки иногда крепят к неподвижным поверхностям — стенам или столам, иногда снабжаются струбциной для временного крепления к столешнице.

##### Электрическая
Электрические жерновые кофемолки широко используются в профессиональной деятельности: в кафе и других сферах кофейной индустрии. Жернова в электрокофемолках бывают коническими и плоскими.
- Настенная кофемолка
- Профессиональные кофемолки для рожковых кофемашин
- Конические жернова
- Ножевая кофемолка

#### Ножевая
Особенностью ножевой электрокофемолки является порционное дробление зёрен кофе в замкнутом пространстве при помощи быстровращающегося двухлопастного ножа. Помол получается неравномерным и кофе нагревается, что ускоряет улетучивание ароматических веществ. Используется только в быту.